# Peperomia namosiana
Peperomia namosiana är en pepparväxtart som beskrevs av Truman George Yuncker. Peperomia namosiana ingår i släktet peperomior, och familjen pepparväxter. Inga underarter finns listade i Catalogue of Life.